# パンキシ渓谷
パンキシ渓谷（パンキシけいこく、グルジア語: პანკისის ხეობა、チェチェン語: ПӀаьнгазан чӀож）は、ジョージア東部カヘティ州アフメタ郡の山岳地帯に位置する渓谷である。大バルバロ山 (ru) からアラザニ川沿いの平野までの34キロメートルを結び、幅は約7キロメートル。北に大カフカース山脈を、西にパンキシ山脈 (ka) を臨み、ピリキティ・アラザニ川とトゥシェティ・アラザニ川の流域となっている。

## 人口
住民となっているのは、19世紀半ばに移住してきたチェチェン系のキスト人であるが、彼らの話すキスト語（チェチェン語、イングーシ語と相互に理解可能）には行政的に特別な地位は与えられていない。2004年頃の推計では、彼らの人口は5000人から1万人ほどとされる。シャミールとの軋轢や経済苦、豪雪を逃れてパンキシに定着したキスト人には、通例のチェチェン系共同体が持つ新参者への排他性がみられず、これによって現在に至るまでパンキシにはチェチェン人難民を受け入れやすい土壌が存在する。

## 政情
19世紀半ばにチェチェン人やイングーシ人がイスラーム教を受容した影響から、以降のパンキシでも、北カフカースやアゼルバイジャンと繋がりを持ったイスラーム信仰が盛んとなった。ソビエト連邦の崩壊後にはイスラーム復興も著しく、1996年から2001年までの間に4つのモスクが新造されているが、その資金はアルカーイダに繋がりを持つとされるサウジアラビアの国際慈善基金が拠出しているとみられる。
1990年代末から、パンキシではチェチェン共和国のみならずアフガニスタンや中央アジアを跨ぐ麻薬取引が公然と行われており、マフィアによる旅行者や地方官吏の誘拐が横行するなど、治安は極度に悪化していた。さらに、2001年に第二次チェチェン紛争が発生すると、パンキシ渓谷はロシアから逃亡したチェチェン人ゲリラの潜伏先となり、これを巡ってグルジアとロシアの関係は激しく悪化した。パンキシにはイブン・アル＝ハッターブによるゲリラ養成所が置かれていると報道され、グルジア政府も現地にアルカーイダの資金による病院と射撃場の存在を認めた。他方、2003年初頭にはパンキシのチェチェン人難民は8000人に達したとされ、これに対して、渓谷に居住していたオセット人も、不動産を放棄して北オセチアへ脱出する事態に至った。
エドゥアルド・シェワルナゼ政権はロシアによるゲリラの引渡し要求を拒否し、むしろ米軍の援助によってゲリラの掃討を試みた。これに対してロシア側は不快感を露わにし、2002年8月23日には、ロシア軍によると思しき空爆が、パンキシ渓谷に対して行われた（ただし、ロシア側はこれを否認している）。直後の9月26日には、渓谷からイングーシ共和国へ侵入したアラブ人主体のゲリラとロシア軍が衝突し、双方で50人上の死者が発生した。しかし、同年にはグルジアの治安部隊による掃討作戦が行われ、また2004年にゲリラ指導者のルスラン・ゲラエフが戦死したことにより、パンキシのチェチェン人ゲリラ・難民問題は一時沈静化した。
しかし、近年ではパンキシ渓谷はISILの最も著名な指揮官の一人であるアブー・オマル・アル＝シシャーニーの出身地であり、ISILによるリクルート活動が盛んな地域となっている。グルジア当局も最低で50人がパンキシからシリアへ渡ったことを認めており、その他にも若者の失踪が後を絶たないという（パンキシでの失業率は90パーセントに達し、住民の多くは国外の親戚からの援助で暮らしている）。